# Paepalanthus lindenii
Paepalanthus lindenii är en gräsväxtart som beskrevs av Wilhelm Willy Otto Eugen Ruhland. Paepalanthus lindenii ingår i släktet Paepalanthus och familjen Eriocaulaceae.
Artens utbredningsområde är Colombia. Inga underarter finns listade i Catalogue of Life.